# Adriana Bittel
Adriana Bittel, född 31 maj 1946 i Bukarest, är en rumänsk författare, journalist och förläggare. Hon är mor till journalisten Toma Roman jr.
Adriana Bittel kommer från en intellektuell familj. Hon tog examen 1970 från fakulteten för rumänska språket och litteraturen vid Bukarests universitet och har sedan 1972 arbetat som journalist på tidskriften Romania Literara. Hon författardebuterade 1980 med romanen Lucruri într-un pod albastru.
Bittel är ledamot i Uniunii Scriitorilor (sv: författarförbundet) och i den rumänska avdelningen av PEN International. Hon har bl.a. tilldelats utmärkelserna Premiul Asociatiei Scriitorilor din Bucuresti, Premiul Asociatiei Scriitorilor Profesionisti och Meritul Cultural.